# Pycnonia teretifolia
Pycnonia teretifolia är en tvåhjärtbladig växtart som först beskrevs av Robert Brown, och fick sitt nu gällande namn av L.A.S. Johnson & B. G.Briggs. Pycnonia teretifolia ingår i släktet Pycnonia och familjen Proteaceae. Inga underarter finns listade i Catalogue of Life.